# Dimitrij Petrovič Nevorovski
Dimitrij Petrovič Nevorovski (rusko Неверовский, Дмитрий Петрович), ruski general, * 1771, Prochorivka, Poltavská gubernia (zdaj Čerkaská oblasť), Ukrajina — † 1813, Halle (Saale), Nemecko.
Bil je eden izmed pomembnejših generalov, ki so se borili med Napoleonovo invazijo na Rusijo; posledično je bil njegov portret dodan v Vojaško galerijo Zimskega dvorca.

## Življenje
Udeležil se je vojn s Turčijo in Poljaki. 
Med patriotsko vojno leta 1812 je bil poveljnik 27. pehotne divizije, nato pa 13. pehotnega korpusa. 
Padel je med bitko za Leipzig.
Po njem so poimenovali cesto v Moskvi.